# إدارات أوروغواي
تتكون أوروغواي من 19 إدارة هي المستوى الإداري الأول لتقسيم الدولة والمراكز المحلية للقوة التشريعية والتنفيذية. كل إدارة لها سلطتها الخاصة بها ومجلسها الإداري المنتخب. تقسم هذه الإدارات إلى بلديات عددها 127 بلدية.

## التاريخ
بدأت التقسيم الإداري للجمهورية عندما قسمت إلى 6 إدارة في 27 يناير 1816. إدارتين جديدتين في فبراير من نفس العام. أنشئت إدارة أخرى جديدة في عام 1828. ليصبح العدد الإجمالي 9 إدارات عندما أقر الدستور الأول في 1830. هذه الإدارات كانت كالآتي: مونتفيدو ومالدونادو وكانيلونيس وسان خوسيه وكولونيا وبايساندو ودورازنو وسيرو لارغو. كانت إدارة بايساندو في ذلك الوقت تشمل على كل أراضي شمال نهر ريو نيغرو والتي تشمل الآن إدارات أرتيغاس وريفيرا وتاكوارمبو وسالتو وبايساندو وريو نيغرو.
أنشئت ثلاث إدارات جديدة في 17 يونيو 1937، إدارتا سالتو وتاكوارمبو من إدارة بايساندو وإدارة ميناس (سميت فيما بعد بلافاليخا) من أجزاء من سيرو لارغو. أنشئت إدارة فلوريدا من إدارة سان خوسيه في عام 1856، فصلت إدارة ريو نيغرو من بايساندو وإدارة روتشا من إدارة مالدونادو في 7 يوليو 1880.
أنشئت إدارة ترينتا ي تريس من أجزاء من سيرو لارغو وميناس في 18 سبتمبر 1884. أنشئت إدارة أرتيغاس فصلًأ عن إدارة سالتو وإدارة ريفيرا عن تاكوارمبو في 1 أكتوبر 1884. وأخيراً إدارة فلوريس من سان خوسيه في 30 ديسمبر 1885.
|                                                      |  |  |  |  |
| تطور التقسيم الإداري للأوروغواي حتى وصل إلى 19 إدارة |  |  |  |  |

## البلديات
قُسّمت إدارات أوروغواي إلى بلديات بموجب القانون رقم 18567 بتاريخ 13 سبتمبر 2009. أُجريت أول انتخابات بلدية في 9 مايو 2010، ويوجد حاليًا في أوروغواي ما مجموعه 127 بلدية.

## إحصائيات الإدارات
| الإدارة             | أيزو 3166-2:UY | الكلمة (كم²) | السكان (2011) | كثافة السكان (نسمة/كم²) | العاصمة               | الشعار | العلم | تاريخ التأسيس  |
| ------------------- | -------------- | ------------ | ------------- | ----------------------- | --------------------- | ------ | ----- | -------------- |
| إدارة أرتيغاس       | UY-AR          | 11٬928       | 73٬378        | 6٫15                    | أرتيغاس               |        |       | 1 أكتوبر 1884  |
| إدارة كانيلونيس     | UY-CA          | 4٬536        | 520٬187       | 114٫68                  | كانلونيس              |        |       | 27 يناير 1816  |
| إدارة سيرو لارغو    | UY-CL          | 13٬648       | 84٬698        | 6٫21                    | Melo                  |        |       | 3 فبراير 1816  |
| إدارة كولونيا       | UY-CO          | 6٬106        | 123٬203       | 20٫18                   | كولونيا ديل ساكرامنتو |        |       | 27 يناير 1816  |
| إدارة دورازنو       | UY-DU          | 11٬643       | 57٬088        | 4٫90                    | Durazno               |        |       | 27 أغسطس 1828  |
| إدارة فلوريس        | UY-FS          | 5٬144        | 25٬050        | 4٫87                    | Trinidad              |        |       | 30 ديسمبر 1885 |
| إدارة فلوريدا       | UY-FD          | 10٬417       | 67٬048        | 6٫44                    | Florida               |        |       | 10 يوليو 1856  |
| إدارة لافاليخا      | UY-LA          | 10٬016       | 58٬815        | 5٫87                    | Minas                 |        |       | 16 يونيو 1837  |
| إدارة مالدونادو     | UY-MA          | 4٬793        | 164٬300       | 34٫28                   | مالدونادو             |        |       | 27 يناير 1816  |
| إدارة مونتفيدو      | UY-MO          | 530          | 1٬319٬108     | 2٬489                   | مونتيفيديو            |        |       | 27 يناير 1816  |
| إدارة بايساندو      | UY-PA          | 13٬922       | 113٬124       | 8٫13                    | بايساندو              |        |       | 3 فبراير 1816  |
| إدارة ريو نيغرو     | UY-RN          | 9٬282        | 54٬765        | 5٫90                    | فراي بنتوس ‏           |        |       | 1 أغسطس 1881   |
| إدارة ريفيرا        | UY-RV          | 9٬370        | 103٬493       | 11٫04                   | ريفيرا                |        |       | 1 أكتوبر 1884  |
| إدارة روتشا         | UY-RO          | 10٬551       | 68٬088        | 6٫45                    | Rocha                 |        |       | 1 أغسطس 1881   |
| إدارة سالتو         | UY-SA          | 14٬163       | 124٬878       | 8٫82                    | سالتو                 |        |       | 16 يونيو 1837  |
| إدارة سان خوسيه     | UY-SJ          | 4٬992        | 108٬309       | 21٫70                   | سان خوسيه دي مايو ‏    |        |       | 27 يناير 1816  |
| إدارة سوريانو       | UY-SO          | 9٬008        | 82٬595        | 9٫17                    | Mercedes              |        |       | 27 يناير 1816  |
| إدارة تاكوارمبو     | UY-TA          | 15٬438       | 90٬053        | 5٫83                    | تاكواريمبو ‏           |        |       | 16 يونيو 1837  |
| إدارة ترينتا ي تريس | UY-TT          | 9٬676        | 48٬134        | 4٫97                    | Treinta y Tres        |        |       | 20 سبتمبر 1884 |

## الروابط الخارجية
- المؤتمر الوطني لرؤساء البلديات (بالأسبانية)

قالب:إدارات أوروغواي